# Solanum amotapense
Solanum amotapense är en potatisväxtart som beskrevs av Henry Knute Knut Svenson. Solanum amotapense ingår i släktet skattor som ingår i familjen potatisväxter. Inga underarter finns listade i Catalogue of Life.